# Stazione di Vinkovci
La stazione di Vinkovci (Željeznički kolodvor Vinkovci in croato) è una stazione ferroviaria a servizio dell'omonima città croata. Sorge lungo la linea Novska-Tovarnik che forma parte della tratta Zagabria-Belgrado. La stazione è capolinea delle tratte regionali per Osijek e Županja.